# Neoperla dentata
Neoperla dentata és una espècie d'insecte plecòpter pertanyent a la família dels pèrlids.

## Descripció
- L'adult és de color ocre clar i presenta els ocels bastant grans i les ales clares amb la nervadura més fosca.
- Les ales dels mascles fan 10 mm de llargària i les de les femelles entre 11 i 13.
- L'ou és oval i fa 0,35 x 0,22 mm.[3]

## Hàbitat
En el seu estadi immadur és aquàtic i viu a l'aigua dolça, mentre que com a adult és terrestre i volador.

## Distribució geogràfica
Es troba a les illes Filipines (Palawan i Busuanga).